# 子晳 (郑国)
子晳（？—前540年），姬姓，驷氏，名黑，字子晳，又称公孙黑，是郑穆公的孙子，子驷的儿子，公孙夏的弟弟，郑国上大夫。

## 为质
前558年，郑国尉氏、司氏叛乱的残余分子待在宋国。郑国人由于公孙夏、伯有、子产的缘故，用一百六十匹马和师茷、师慧两位乐师作为财礼送给宋国，又以子晳为人质。宋国司城乐喜把堵女父、尉翩、司齐交给了郑国，把认为有才能的司臣放走了。郑国人把这三人剁成了肉酱。

## 良驷之争
前544年，郑卿伯有派子晳出使楚国，子晳不肯去，说：“楚国和郑国现在的关系不好，互相憎恨，派我去楚国，这等于是要我死。”伯有说：“你家世世代代都是办外交的。”子晳说：“可以去就去，有困难就不去，什么世世代代办外交的？”伯有要强迫他去，子晳发怒，准备攻打伯有氏，大夫们为他们调和。十二月初七，郑国的大夫们在伯有家里结盟。裨谌对此感到忧虑，说：“这次结盟，它能管多久呢？《诗经》说：‘君子多次结盟，动乱因此滋长。’现在这样是滋长动乱的做法，祸乱并没有停止，一定要三年然后才能解除。”

## 子产之议
前543年，子产辅助郑简公前去晋国，晋国大夫叔向问起郑国的政事。子产回答说：“能不能见到，就在这一年了。驷氏和良氏正在争斗，不知道怎么调和。如果我能够见到他们的调和，就可以知道郑国政事的走向。”叔向问：“他们不是已经和好了吗？”子产答道：“伯有奢侈倔强而又固执，子晳喜欢居于别人之上，两人互不相让，虽然已经和好，还是结下了仇怨，不久就会爆发。”

## 伯有之难
伯有喜欢喝酒，便造了地下室，并经常在夜里喝酒，奏乐。前543年，伯有去朝见郑简公，再度要派子晳去楚国，回家以后又去喝酒了。七月十一日，子晳带者驷氏的甲士攻打并且放火烧了伯有的家，伯有逃亡到雍梁，酒醒以后才明白是怎么回事，于是又逃亡到许国。大夫们聚在一起商量，当国子皮说：“《仲虺之志》说：‘动乱的就攻取它，灭亡的就欺侮它。’摧毁灭亡的而巩固存在的，这是国家的利益。罕氏、驷氏、丰氏三家的祖先本来是同母兄弟，伯有骄傲奢侈，所以不免于祸难。”
伯有得知郑国人为他结盟，很生气；得知子皮的甲士没有参加攻打他，很高兴，以为子皮是在帮助自己。七月二十四日，伯有从墓门的排水洞进入，攻打旧北门，驷带率领国人攻打伯有，伯有最终被杀死在买卖羊的街市上。

## 伯州犁之讽
前541年三月，列国的卿大夫在虢地结盟，楚国令尹公子围陈列了国君的服饰，两个卫士拿着戈站在旁边。楚国大夫伯州犁解释东西是向楚王借来的，郑国大夫行人子羽觉得东西是不会还回去了。伯州犁说：“您还是去担心你们的的子晳想要违命作乱吧。”

## 兄弟争妻
郑国大夫徐吾犯的妹妹很漂亮，公孙楚已经和她订了婚，子晳又硬派人送去聘礼。徐吾犯害怕，把这事告诉子产。子产说：“这是国家政事混乱，不是您的忧患。她愿意嫁给谁就嫁给谁。”徐吾犯请求公孙楚和子晳让自己的妹妹自行选择，他们都答应了。子晳打扮得非常华丽前去徐吾犯家中，陈设财礼然后出去了。公孙楚穿着军服进来，左右开弓，一跃登车而去。徐吾犯的妹妹在房间内观看他们，说：“子晳确实是很美，不过公孙楚是个真正的男子汉。丈夫要像丈夫，妻子要像妻子，这就是所谓顺。”她便嫁给了公孙楚。子晳发怒，不久以后就把皮甲穿在外衣里而去见公孙楚，想要杀死他而占取他的妻子。公孙楚知道子晳的企图，拿了戈追赶他，追到交叉路口，用戈敲击子晳。子晳受伤回去，告诉大夫说：“我很友好地去见他，不知道他有别的想法，所以受了伤。”
郑国的大夫们都议论这件事，子产说：“各有理由，年幼地位低的有罪，罪在于公孙楚。”于是就抓住公孙楚而列举了他所触犯的国家的五条大节。前541年五月初二，郑国把公孙楚放逐到吴国。

## 薰隧之盟
前541年六月初九，由于公孙楚作乱的缘故，郑简公和大夫们在公孙段家里结盟。子皮、子产、公孙段、印段、子太叔、驷带在闺门外边私下结盟，盟地就在薰隧。子晳硬要参加结盟，让太史写下他的名字，而且称为“七子”。子产并不加讨伐。

## 子羽之评
前541年，子产和行人子羽前去探望生病的晋平公。晋国大夫叔向向行人子羽询问郑国和子晳的情况，子羽答道：“他还能活多久？没有礼仪而喜欢凌驾于人，仗着自己富有而轻视他的上级，不能长久的。”

## 三罪被诛
前540年秋季，子晳准备发动叛乱，想要除掉游氏而取代游氏的卿位，由于他的旧伤发作，而没有实现，驷氏和大夫们想要杀死子晳。子产正在郑国边境，听说了这件事，害怕赶不到，便乘坐了传车到达，让官吏历数子晳的罪状，说：“伯有那次动乱，由于当时正致力于事奉大国，因而没有讨伐你。你有祸乱之心不能满足，国家已经对你不能容忍了。专权而攻打伯有，这是你罪状的第一条。兄弟之间争夺妻子，这是你罪状的第二条。薰隧的盟会，你假托君位，这是你罪状的第三条。有了死罪三条，怎么能够容忍？你不快点去死，死刑就会到你的头上。”子晳再拜叩头，推托说：“我早晚就死，不要帮着上天来虐待我。”子产说：“哪个人可以不死？凶恶的人不得善终，这是天命。做了凶恶的事情，就是凶恶的人。不帮着上天，难道帮着凶恶的人？”子晳请求让自己的儿子印担任褚师的官职。子产说：“印如果有才能，国君将会任命他。如果没有才能，早晚和你一样的下场。你对自己的罪过不担心，而又请求什么？你不快点死去，司寇就要来了。”七月初一，子晳上吊死了，被暴尸在周氏地方的要道上，写着罪状的木头放在他的尸体上。